# LGV Sonnengemüse
LGV Sonnengemüse ist eine 1946 gegründete landwirtschaftliche Genossenschaft mit Sitz in Wien-Simmering. Sie ist heute der größte Anbieter von Frischgemüse aus kontrolliertem Anbau in Österreich und Marktführer im Bereich heimisches Gemüse.

## Struktur und Produktion
LGV Sonnengemüse wird von rund 150 Gärtnerfamilien aus Wien, Niederösterreich, Burgenland und der Steiermark beliefert. Die Anbaufläche umfasst etwa 201 Hektar im geschützten Anbau (Glashäuser, Folientunnel) sowie rund 48 Hektar Freilandfläche. Dies entspricht einer Jahresproduktion von 43.000–45.000 Tonnen Frischgemüse. 
Zu den Hauptabnehmern zählen die  österreichischen Einzelhandelsketten REWE, Spar und Hofer, sowie Wiener Märkte, wie der Naschmarkt, der Rochusmarkt und der Viktor-Adler-Markt.
Import- vs. Exportverteilung:
Fast 90–95 % der Ernte geht an heimische Handelspartner und Großmärkte – der Exportanteil liegt (Stand 2019/2020) bei unter 10 %.

## Geschichte
Aufgrund der schlechten Versorgungs- und Absatzlage der Wiener Landwirtschaftsbetriebe in der Zwischenkriegszeit wurde 1930 die „Gemüseverkaufs-Genossenschaft von Wiener Gärtnern“ gegründet, der Vorgänger der heutigen LGV-Sonnengemüse. 1939 wurde die Genossenschaft wieder aufgelöst und durch Bezirksabgabestellen, kurz „BAST“, ersetzt. 1946 wurde schließlich die „Landwirtschaftliche Gemüse- und Obst-Verwertungsgenossenschaft für Wien und Umgebung“ gegründet und mit 1999 als Erzeugerorganisation nach EU-Verordnung anerkannt.
In den Jahren 2001 bis 2004 wurden  Zertifizierungen durchgeführt. Von der Zertifizierung durch das Qualitätsmanagement-System ISO 9001 und das Hygienemanagement-System HACCP bis zum Erhalt des AMA Gütesiegels für die LGV Sonnengemüse und der Zertifizierung nach IFS/Food (International Featured Standard/Food).
End 2017/Anfang 2018 fusionierte die LGV mit der „Seewinkler Sonnengemüse“ (SSG) Genossenschaft aus dem Burgenland. Seitdem firmiert die gemeinsame Organisation als „LGV Sonnengemüse eingetragene Genossenschaft“, deckt rund 150 Mitgliedsbetriebe ab und führt die Marken „LGV Gärtnergemüse“ und „Seewinkler Sonnengemüse“ weiter.
Im Jahr 2018 übernahm  Josef Peck  das Amt des Alleinvorstandes der LGV Sonnengemüse. Gleichzeitig bleibt er auch Geschäftsführer von Seewinkler Sonnengemüse.

## Sortiment
Das Sortiment umfasst rund 60 Gemüse- und Kräutersorten, darunter Paradeiser, Gurken, Paprika, Salate, Zucchini, Melanzani, Mini-Gemüse und Spezialitäten wie Stangenbrokkoli oder Chili. Alle Produkte tragen das AMA-Gütesiegel.

## Qualität und Nachhaltigkeit
Für alle Zulieferer der LGV Sonnengemüse gelten gleiche Qualitätsanforderungen, die durch umweltfreundliche Wirtschaftsweisen wie integrierter Produktion, zeitgemäße Kulturverfahren, moderne Klimatechnik in den Glashäusern und durch Nützlings- statt Chemikalieneinsatz gefördert werden. In Zusammenarbeit mit der Gemeinde Wien werden sowohl Boden als auch Wasser, Luft und Pflanzen in den Gartenbaugebieten laufend auf Schadstoffe untersucht. Kontrollen bei der Anlieferung an LGV und laufende Stichproben bei den Inhaltsstoffen sowie eine geschlossene Kühlkette ab der Anlieferung sind ebenfalls Teil der Qualitätssicherung.

## Betriebsstätten
- Simmering (Wien): Hauptstandort mit 40.000 m² Fläche
- Raasdorf (Niederösterreich): Sortierung, Verladung und Logistik
- Wallern (Burgenland): Standort der ehemaligen SSG Seewinkler Sonnengemüse